# Río Tochi
El río Tochi (en urdu, دریائے توچی), también conocido en su curso medio y bajo como río Gambila (en urdu, دریائے گمبیلا), se encuentra en el distrito de Bannu, en la provincia de Jaiber Pajtunjuá, en lo que antes era la Provincia de la Frontera del Noroeste, en el norte de Pakistán. Tiene una longitud aproximada de 200 km.
El río Gambila, al igual que el Kurram, nace en las colinas que se localizan a seis millas al sur del Sufed Koh. Ambas corrientes discurren paralelas hasta que finalmente el Gambila desemboca en el Kurram. Entre sus afluentes destacan el Lohra y el canal de Kachkot.
Normalmente, el río lleva agua, pero en períodos de sequía puede llegar a quedarse seco. No obstante, se trata de una corriente muy importante para los habitantes del valle de Dawar, a los que proporciona agua para sus cultivos.